# Aizu Yaichi
Aizu Yaichi (en japonés:会津 八一, Niigata,  1 de agosto de 1881-21 de noviembre de 1956), poeta, calígrafo e historiador japonés.
Fue profesor emérito de arte antiguo chino y japonés en la Universidad de Waseda, en donde gestionó la creación de un museo. Se interesó sobre todo en el arte budista de los períodos Asuka y Nara.